# Linia izoelektryczna
Linia izoelektryczna – w medycynie fragment zapisu badania elektrokardiograficznego. Jest to pozioma linia, rejestrowana w chwili braku aktywności elektrycznej serca. Na jej podstawie określa się wychylenia poszczególnych odcinków (obniżenie, uniesienie) oraz amplitudę załamków (dodatnia, ujemna).

Schematycznie przedstawiony przebieg linii izoelektrycznej (czerwona linia pokrywająca się z czarną) podczas jednego cyklu pracy serca (poszczególne załamki oznaczone są odpowiadającymi im literami). W linii izoelektrycznej znajduje się odcinek PQ (zawarty pomiędzy końcem załamka P a początkiem zespołu QRS) oraz odcinek TP (zawarty pomiędzy końcem załamka T poprzedniego cyklu o początkiem załamka P cyklu następnego; na schemacie odcinek TP jest zniekształcony załamkiem U, niewystępującym w standardowym EKG). Odcinek ST nie leży w linii izoelektrycznej, jest uniesiony ku górze.
Przedstawiona na schemacie czerwona linia ma jedynie charakter informacyjny, jej przebieg nie jest jednoznaczny z linią izoelektryczną.

Linię izoelektryczną najłatwiej określa się na podstawie odcinka TP albo PQ. W niektórych przypadkach, gdy określenie linii izoelektrycznej nie jest możliwe w ten sposób, wyznacza się ją kreśląc linię łączącą początkowe punkty sąsiadujących ze sobą zespołów QRS.

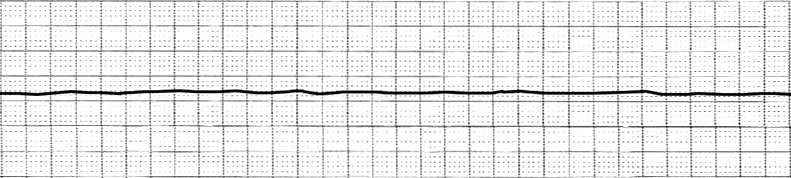
Fragment zapisu EKG ukazujący asystolię, całkowitą utratę aktywności elektrycznej serca, skutkującą brakiem czynności skurczowej serca. Objawia się to w zapisie linią zbliżoną do linii izoelektrycznej.